# 維傑·庫馬爾·辛格
維傑·庫馬爾·辛格（英語：Vijay Kumar Singh，1951年5月10日—），男，印度政治人物，印度交通及運輸大臣、前國防部長和四星上將。。